# Gavdos
Gavdos (greacă Γαύδος) este o insulă care aparține Greciei. Este considerată drept cel mai sudic punct din Europa (numai d.p.d.v. geografic / tectonic). Populația insulei este de 152 locuitori (2011). Insula se află la doar 35 km sud de Creta, cea mai mare insulă a Greciei.